# Resolutie 1446 Veiligheidsraad Verenigde Naties
Resolutie 1446 van de Veiligheidsraad van de Verenigde Naties werd unaniem door de VN-Veiligheidsraad aangenomen op 4 december 2002.

## Achtergrond
In Sierra Leone waren al jarenlang etnische spanningen tussen verschillende bevolkingsgroepen. In 1978 werd het een eenpartijstaat met een regering die gekenmerkt werd door corruptie en wanbeheer van onder meer de belangrijke diamantmijnen. Intussen was in buurland Liberia al een bloedige burgeroorlog aan de gang, en in 1991 braken ook in Sierra Leone vijandelijkheden uit. In de volgende jaren kwamen twee junta's aan de macht, waarvan vooral de laatste een schrikbewind voerde. Zij werden eind 1998 met behulp van buitenlandse troepen verjaagd, maar begonnen begin 1999 een bloedige terreurcampagne. Pas in 2002 legden ze de wapens neer.

## Inhoud

### Waarnemingen
De Veiligheidsraad verwelkomde het einde van het conflict in Sierra Leone en de grote vooruitgang die was gemaakt bij het uitvoeren van het vredesakkoord. De overheid moest nu harder werken aan de uitbreiding van haar gezag in onder meer de diamantregio's en de herintegratie van ex-strijders. Illegale diamanthandel droeg in grote mate bij aan het conflict en kon de fragiele situatie in het land opnieuw negatief beïnvloeden. Betrokken landen en de diamantindustrie probeerden de link tussen illegale diamanten en conflicten te verbreken door een systeem met certificaten van oorsprong, het Kimberley-Proces.

### Handelingen
Volgens het laatste rapport van Sierra Leone zelf hielp het certificeringssysteem dat het land had opgezet bij het indammen van de illegale diamanthandel.
De Raad besliste de maatregelen in paragraaf °1 van resolutie 1306 opnieuw met zes maanden te verlengen vanaf 5 december. Enkel door de overheid gecertificeerde diamanten waren hiervan uitgezonderd. Na deze periode zou dit diamantembargo tegen Sierra Leone herzien worden op basis van onder meer de controle die het land over de diamantmijnen had.

## Verwante resoluties
- Resolutie 1400 Veiligheidsraad Verenigde Naties
- Resolutie 1436 Veiligheidsraad Verenigde Naties
- Resolutie 1470 Veiligheidsraad Verenigde Naties (2003)
- Resolutie 1492 Veiligheidsraad Verenigde Naties (2003)

Lijst ·  1387 ·  1388 ·  1389 ·  1390 ·  1391 ·  1392 ·  1393 ·  1394 ·  1395 ·  1396 ·  1397 ·  1398 ·  1399 ·  1400 ·  1401 ·  1402 ·  1403 ·  1404 ·  1405 ·  1406 ·  1407 ·  1408 ·  1409 ·  1410 ·  1411 ·  1412 ·  1413 ·  1414 ·  1415 ·  1416 ·  1417 ·  1418 ·  1419 ·  1420 ·  1421 ·  1422 ·  1423 ·  1424 ·  1425 ·  1426 ·  1427 ·  1428 ·  1429 ·  1430 ·  1431 ·  1432 ·  1433 ·  1434 ·  1435 ·  1436 ·  1437 ·  1438 ·  1439 ·  1440 ·  1441 ·  1442 ·  1443 ·  1444 ·  1445 ·  1446 ·  1447 ·  1448 ·  1449 ·  1450 ·  1451 ·  1452 ·  1453 ·  1454